# Char B1
Char B1 byl francouzský těžký tank vzniklý v období před druhou světovou válkou.
V roce 1921 byly ve Francii zadány požadavky na nový typ silně pancéřovaného pěchotního tanku. Tento těžký stroj měl být určený k průlomovým akcím, přičemž měl mít vysokou odolnost. Roku 1926 byl dokončeny první návrhy tří francouzských firem, z nichž byl vybrán Renault. Tato společnost dokončila svůj prototyp až roku 1929, ale sériová výroba byla zahájena až v roce 1934. Tank B-1 měl robustní konstrukci, jednotlivé pancéřové pláty byly spojeny nýty a konstrukce byla celkově výhodně vytvarována. V pravé přední části korby byla umístěna střílna, ve které byl instalován kanón ABS ráže 75 mm a kulomet Chatellerault ráže 7,5 mm. Tento kanón, kterým nešlo otáčet do stran, měl být používán pro ničení nepřátelského dělostřelectva a palebných postavení, pro boj s nepřátelskými tanky měl sloužit protitankový kanón ve věži. Tank poháněl zážehový motor Renault o výkonu 250 hp. Podvozek sestával na každé straně z napínacího kola vpředu, šestnácti pojezdových kol a hnacího kola vzadu, z boků byl chráněn silnými pancéřovými pláty. V pravém krycím plátu podvozku se nacházely vstupní dveře pro posádku. Tank B-1 měl litou věž APX-1, ve které byl instalován kanón SA-34 ráže 47 mm spolu s koaxiálním kulometem Chatellerault ráže 7,5 mm. Celková produkce činila 35 kusů tanků B-1.

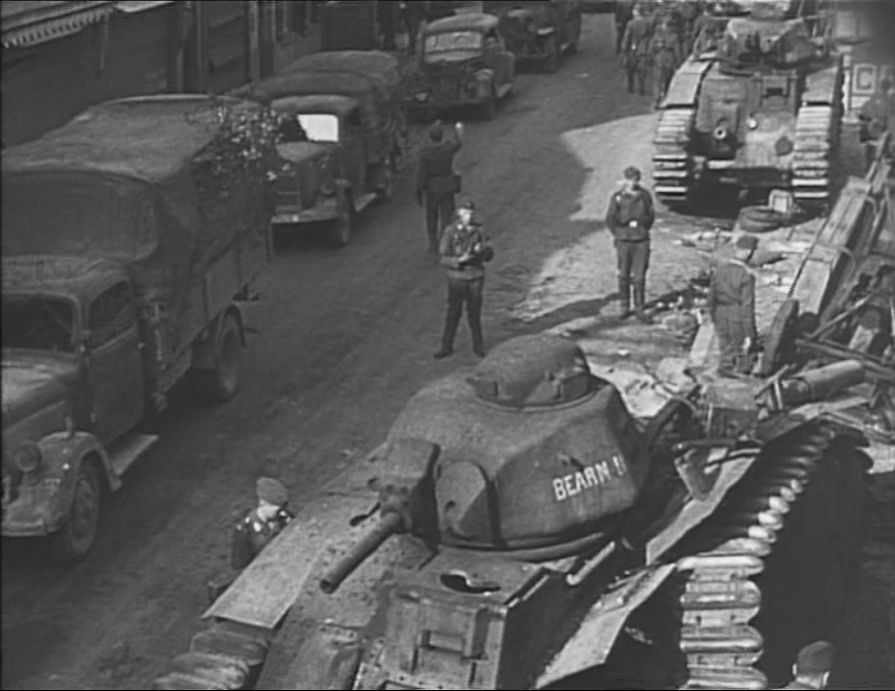
Tanky Renault B-1 bis ukořistěné německou armádou v Belgii

Roku 1937 se začala vyrábět dokonalejší verze tanku, nazvaná B-1 bis. Tank měl zesílené pancéřování, silnější motor Renault o výkonu 307 hp. Tank dostal novou věž se silnějším kanónem SA-35 ráže 47 mm. Celkem bylo vyrobeno 403 tanků B-1 bis.
V letech 1937–1940 byly sestrojeny tři prototypy tanku, který dostal označení B-1 ter. Korba byla více zaoblena, dále bylo zesíleno pancéřování, vylepšená lafetace dolního kanónu. Motor Renault měl výkon 350 hp. Sériové výroby se tento typ už nedočkal.
Tanky B-1 byly pro Němce v roce 1940 velkým překvapením, které se dalo srovnat s jejich údivem nad sovětskými tanky T-34 o rok později. Obrněnci byli prakticky nezničitelní, zasahovat musely buď německé protiletadlové kanóny ráže 88 mm, nebo bombardovací letectvo. Po pádu Francie zařadili Němci tento tank do své armády pod označením Panzerkampfwagen B-2 740 (f). Část z nich byla přezbrojena jako plamenometné tanky, z některých tanků se stala samohybná děla. Tanky se účastnily bojů na Balkáně a v Sovětském svazu, při invazi v Normandii bojovaly proti Spojencům.